# Enkianthus deflexus
Enkianthus deflexus là một loài thực vật có hoa trong họ Thạch nam. Loài này được (Griff.) C.K.Schneid. mô tả khoa học đầu tiên năm 1911.